# Triệu Thôi
Triệu Thôi (chữ Hán: 趙衰; 700 TCN-622 TCN), tức Triệu Thành tử (趙成子), là tông chủ thứ ba của họ Triệu, một trong Lục khanh của nước Tấn dưới thời Xuân Thu.

## Tổ tiên
Theo truyền thuyết, thủy tổ của họ Triệu là Bá Ích, từng làm quan ở nước Ngu, được phong ấp Doanh ăn lộc, từ đó hậu duệ Bá Ích lấy họ Doanh. Đến cuối đời Thương, hậu duệ Bá Ích là Phi Liêm cùng với con trai trưởng là Ác Lai phò tá Thương Trụ chống lại Chu Vũ vương nên bị giết. Con cháu Phi Liêm ly tán, phân thành 2 dòng chính. Một nhánh lưu lạc đến Khuyển Khâu, đến đời Phi Tử thì được nhà Chu phong cho ấp Tần làm phụ dung, hình thành nước Tần. Người con thứ của Phi Liêm là Quý Thắng di chuyển đến Hoàng Hà định cư, con Quý Thắng là Mạnh Tăng hiệu Trạch Cao Lang sống vào thời Chu Thành Vương. Mạnh Tăng sinh Hành Phụ, Hành Phụ sinh Tạo Phụ. Tạo Phụ do lập công trạng nên được Chu Mục Vương phong làm đại phu, lấy Triệu Thành làm thực ấp, từ đó mang họ Triệu. Hậu duệ 6 đời Tạo Phụ là Yêm Phụ có danh hiệu là Công Trọng sống vào thời Chu Tuyên Vương, Yêm Phụ sinh Thúc Đới.
Thời Tấn Văn hầu, Thúc Đới di cư tới nước Tấn. Cháu 5 đời của Thúc Đới là Triệu Túc lập công lớn trong việc chinh phục nước Hoắc được Tấn Hiến Công thưởng cho đất Cảnh, Triệu Túc sinh Cộng Mạnh, Cộng Mạnh sinh Triệu Thôi.

## Lưu lạc theo Trùng Nhĩ
Triệu Thôi đi theo phò công tử nước Tấn là Trùng Nhĩ.
Năm 655 TCN, Hiến công nghe lời gièm pha của thiếp yêu là Ly Cơ, bèn giết thế tử Thân Sinh và lập con Ly Cơ Hề Tề làm thế tử. Trùng Nhĩ đến Giáng đô thăm cha, cũng bị Ly Cơ gièm pha, sợ hãi vội bỏ chạy về đất trấn thủ là ấp Bồ lo cố thủ.
Tấn Hiến công điều quân đánh. Trùng Nhĩ chạy thoát sang quê mẹ ở đất Địch. Nhiều người nước Tấn trong đó có Triệu Thôi, mến mộ ông bèn bỏ nước Tấn chạy theo phò tá Trùng Nhĩ. Tấn Hiến công điều quân đánh nhưng không thắng phải lui về. Người nước Địch đánh bộ tộc Cao Như, bắt được 2 người con gái là Quý Ngỗi và Thúc Ngỗi, bèn gả Quý Ngỗi cho Trùng Nhĩ, Thúc Ngỗi cho Triệu Thôi. Ông sinh được 2 người con ở đất Địch, trong đó có Triệu Thuẫn.
Năm 644 TCN, Trùng Nhĩ đến nước Tề, được Tề Hoàn công trọng vọng và gả một người con gái trong họ là nàng Tề Khương cho làm vợ.
Năm 643 TCN, Tề Hoàn công mất, trong nước Tề biến loạn. Triệu Thôi bàn với Cữu Phạm đưa Trùng Nhĩ đi nơi khác, nhưng Trùng Nhĩ quá yêu Tề Khương không muốn rời. Người hầu của Tề Khương nghe trộm được ý định của Triệu Thôi, bèn báo cho Tề Khương. Tề Khương bèn khuyên công tử lên đường lo sự nghiệp, nhưng Trùng Nhĩ chỉ muốn ở lại với Tề Khương. Triệu Thôi thấy vậy, bàn với Tề Khương chuốc rượu cho Trùng Nhĩ say và đưa lên xe đi khỏi nước Tề lần lượt đến các nước Tào, Sở, Tống và Tần.

## Trở về nước Tấn
Tháng 3 năm 636 TCN, Trùng Nhĩ đang ở nước Tần, Tần Mục công sai quân đưa Trùng Nhĩ về nước lên ngôi tức Tấn Văn công. Tấn Văn công ban thưởng cho các công thần có công đi theo phò tá mình, phong cho Triệu Thôi làm đại phu, phong ở Nguyên Thành, lại gả con gái cho Triệu Thôi, sau sinh Triệu Đồng và Triệu Quát.

## Đại phu nước Tấn
Năm 635 TCN, vương tử Đái cướp ngôi Chu Tương vương, Tương vương trốn sang nước Trịnh, tin này truyền đến nước Tấn. Tấn Văn công sai quân giúp vua Chu, gặp lúc Tần Mục công cũng đưa quân tới Hoàng Hà, Triệu Thôi khuyên vua Tấn nhân cơ hội giúp vua Chu phục vị mà ra uy với chư hầu để xưng bá. Sau đó ông sang khuyên Tần Mục công bãi binh nhường cơ hội cho Tấn Văn công. Sau đó Tấn Văn công dẹp loạn nhà Chu, giết vương tử Đái đưa Chu Tương vương phục vị. Tương vương thưởng đất Liễu Dương cho nước Tấn. Năm 631 TCN, Tấn đánh bại Sở, giành quyền bá chủ Trung Nguyên.
Năm 629 TCN, Tấn Văn công lập ra 2 đạo quân mới là Tân thượng quân và Tân hạ quân, giao cho Triệu Thôi làm Tân thượng quân tướng.
Năm 627 TCN, Tấn Tương công thăng ông lên làm Trung quân tá, tức Thứ khanh của nước Tấn.

## Qua đời
Sau khi Triệu Thôi về nước, vợ ông (con gái Tấn Văn công) khuyên Triệu Thôi đón Địch nữ và Triệu Thuẫn về, rồi nhường ngôi chính thê và con đích cho mẹ con Triệu Thuẫn. Năm 622 TCN, Triệu Thôi chết, Triệu Thuẫn kế tập.